# Robert Brout
Robert Brout (14. června 1928 – 3. května 2011) byl belgický fyzik, známý díky svým příspěvkům ve fyzice elementárních částic. Vyučoval na Université Libre de Bruxelles, kde tvořili dvojici s Françoisem Englertem.

## Výzkum
Brout získal doktorát na Kolumbijské univerzitě v roce 1953. Poté začal pracoval na Cornnelově univerzitě. Roku 1959 přijel na dva roky z Belgie na Cornellovu univerzitu Englert. Brout a Engelrt se stali blízkými přáteli a když se v roce 1961 Englert rozhodl vrátit do Belgie, Engler odešel s ním na Université Libre de Bruxelles a nakonec získal i belgické občanství.
V roce 1964 zjistili Brout s Englertem, jak může být generována hmotnost pro kalibrační částice v přítomnosti abelovské a neabelovské kalibrační symetrie. Úspěšně tento mechanismus demonstrovali jak klasicky, tak kvantově mechanicky. Jeffrey Goldstone potom ukázal, že je tato teorie renormalizovatelná. Podobné nápady byly vymyšleny i ve fyzice pevných látek.
Ke stejnému závěru jako Brout a Englert dospěli nezávisle i Peter Higgs, Tom Kibble, Gerald Guralnik a C. R. Hagen. Při 50. výročí oslav objevu byly uznávány všechny 3 tyto práce uznávány jako objevitelské (Higgs, Brout a Englert, Guralnik a Hagen a Kibble).  Každá z těchto prací má podobné přístupy, přesto jsou rozdíly mezi nimi značné. Tyto práce ukázaly, že částice, které interagují slabě získávají svoji hmotnost interakcí s všudypřítomným polem, nyní známo jako Higgsovo pole. Interakce probíhá pomocí částic, široce známých jako Higgsovy bosony. Na počátku července 2012 bylo oznámeno z výsledků Velkého hadronového urychlovače v Evropské organizaci pro jaderný výzkum existence nové částice, která má vlastnosti očekávané od Higgsova bosonu. Objev byl ohlášen s jistotou 5 sigma a částice má hmotnost 125 GeV. V roce 2013 za tento objev obdrželi Higgs a Englert Nobelovu cenu za fyziku.
V roce 1971 dokončil Gerardus 't Hooft pod vedením Martinuse J. G. Veltmana doktorskou práci v níž ukázal, že Yangova–Millsova teorie je renormalizovatelná. Ukázal, že pokud lze symetrii Yangovy–Millsovy teorie rozdělit podle způsobu navrhovaném Higgsem, Broutem, Englertem, Kibblem, Guralnikem a Hagenem, pak je Yangova–Millsova teorie renormalizovatelné. Renormalizace Yangovy–Millsovy teorie je jeden ze zásadních úspěchů fyziky 20. století. Veltman a 't Hooft za tuto práci získali Nobelovu cenu za fyziku v roce 1999.
Brout dále pracoval například na problematice kosmické inflace.

## Ocenění
V roce 2004 získal Brout, společně s Englertem a Higgsem Wolfovu cenu za fyziku.